# Amoxicillin

Strukturformel för amoxicillin.

Amoxicillin är ett betalaktamantibiotikum som används då penicillin V inte hjälper, till exempel vid öroninflammation, bihåleinflammation och lunginflammation. Det kan också användas tillsammans med andra antibiotika såsom klaritromycin och metronidazol för behandling av magsår orsakade av bakterien Helicobacter pylori. Inom tandvården används amoxicillin som antibiotikaprofylax för att förebygga komplikationer till följd av bakteriemi samt postoperativ sårinfektion samt behandla aggressiv parodontit.  
Dess kemiska namn är (2S,5R,6R)-6-[(R)-2-Amino-2-(4-hydroxifenyl)acetamido]-3,3-dimetyl-7-oxo-4-tia-1-azabicyklo[3.2.0]heptan-2-karboxylsyra.
Genom att kombineras med betalaktamashämmaren klavulansyra kan ett bredare spektrum uppnås (handelsnamn Spektramox).

## Verkningsmekanism
Amoxicillin fungerar genom att det hindrar uppbyggnaden av en normal bakteriecellvägg vilket resulterar i att bakterierna dör. Det verksamma ämnet tas upp i blodet och sprids genom kroppen inom tre timmar efter att man tagit medicinen. Vanliga handelsnamn är Amimox och Imacillin.